# Persone di cognome Newman
| Questa pagina contiene informazioni ricavate automaticamente dalle voci biografiche con l'ausilio del template Bio e di un bot. L'aggiornamento è periodico e automatico e ricostruisce completamente la pagina. Se manca una persona in questa lista, sei pregato di non aggiungerla, ma accertati piuttosto che la sua voce biografica contenga il template Bio e che i dati anagrafici siano correttamente compilati. Se il template Bio manca, inseriscilo tu stesso o, in alternativa, metti l'avviso {{tmp\|Bio}} che ne segnala la mancanza. Se i dati riportati sono sbagliati, correggi direttamente la voce biografica; le modifiche saranno visibili in questa lista entro pochi giorni. Per chiarimenti vedi il progetto antroponimi. La lista contiene solo le 55 persone che sono citate nell'enciclopedia e per le quali è stato implementato correttamente il template Bio. Pagina aggiornata al 23 lug 2025. |

Questa è una lista di persone presenti nell'enciclopedia che hanno il cognome Newman, suddivise per attività principale.

## Allenatori di calcio(2)
- Johnny Newman, allenatore di calcio e ex calciatore inglese (Hereford, n. 1933)
- Robert Newman, allenatore di calcio e ex calciatore inglese (Bradford on Avon, n. 1968)

## Astiste(1)
- Alysha Newman, astista canadese (London, n. 1994)

## Astronauti(1)
- James Newman, ex astronauta e fisico statunitense (Micronesia, n. 1956)

## Attori(5)
- Barry Newman, attore statunitense (Boston, n. 1930 - New York, † 2023)
- Fred Newman, attore e doppiatore statunitense (LaGrange, n. 1952)
- Michael Newman, attore statunitense (San Francisco, n. 1957 - Los Angeles, † 2024)
- Paul Newman, attore e regista statunitense (Shaker Heights, n. 1925 - Westport, † 2008)
- Robert Newman, attore statunitense (Los Angeles, n. 1958)

## Attrici(6)
- Amber Newman, attrice statunitense (Tipp City, n. 1978)
- Jaime Ray Newman, attrice statunitense (Farmington Hills, n. 1978)
- Laraine Newman, attrice e doppiatrice statunitense (Los Angeles, n. 1952)
- Nanette Newman, attrice e scrittrice britannica (Northampton, n. 1934)
- Phyllis Newman, attrice e cantante statunitense (Jersey City, n. 1933 - New York, † 2019)
- Ryan Newman, attrice, doppiatrice e cantante statunitense (Manhattan Beach, n. 1998)

## Calciatori(1)
- Ron Newman, calciatore e allenatore di calcio inglese (Fareham, n. 1936 - Tampa, † 2018)

## Cantanti(1)
- Colin Newman, cantante, polistrumentista e produttore discografico britannico (Salisbury, n. 1954)

## Cantautori(3)
- James Newman, cantautore britannico (Settle, n. 1985)
- John Newman, cantautore britannico (Settle, n. 1990)
- Randy Newman, cantautore, pianista e compositore statunitense (Los Angeles, n. 1943)

## Cardinali(1)
- John Henry Newman, cardinale, teologo e filosofo inglese (Londra, n. 1801 - Edgbaston, † 1890)

## Cestisti(3)
- Don Newman, cestista e allenatore di pallacanestro statunitense (New Orleans, n. 1957 - New Orleans, † 2018)
- Johnny Newman, ex cestista statunitense (Danville, n. 1963)
- Malik Newman, cestista statunitense (Shreveport, n. 1997)

## Chimici(1)
- Melvin Spencer Newman, chimico statunitense (New York, n. 1908 - Columbus, † 1993)

## Chitarristi(1)
- Steve Newman, chitarrista sudafricano (Città del Capo, n. 1952)

## Compositori(5)
- Alfred Newman, compositore e direttore d'orchestra statunitense (New Haven, n. 1900 - Los Angeles, † 1970)
- David Newman, compositore e direttore d'orchestra statunitense (Los Angeles, n. 1954)
- Lionel Newman, compositore statunitense (New Haven, n. 1916 - Los Angeles, † 1989)
- Thomas Newman, compositore statunitense (Los Angeles, n. 1955)
- Tom Newman, compositore e musicista inglese (Perivale, n. 1943)

## Doppiatori(1)
- Richard Newman, doppiatore statunitense (Chicago, n. 1946)

## Fisici(1)
- Ezra Ted Newman, fisico statunitense (New York, n. 1929 - Pittsburgh, † 2021)

## Fotografi(1)
- Arnold Newman, fotografo statunitense (n. 1918 - † 2006)

## Giocatori di football americano(1)
- Royce Newman, giocatore di football americano statunitense (Nashville, n. 1997)

## Giocatori di snooker(1)
- Tom Newman, giocatore di snooker inglese (Lincolnshire, n. 1894 - Londra, † 1943)

## Giornalisti(1)
- Kim Newman, giornalista, critico cinematografico e scrittore inglese (Londra, n. 1959)

## Ingegnere(1)
- Dava Newman, ingegnere statunitense (Helena, n. 1964)

## Insegnanti(1)
- Francis William Newman, docente e scrittore britannico (Londra, n. 1805 - Weston-super-Mare, † 1897)

## Matematici(2)
- James R. Newman, matematico statunitense (n. 1907 - † 1966)
- Max Newman, matematico britannico (Chelsea, n. 1897 - Cambridge, † 1984)

## Modelle(1)
- Dani Newman, modella britannica (Londra, n. 1995)

## Nuotatrici(1)
- Jonnie Newman, nuotatrice artistica canadese (Grande Prairie, n. 2006)

## Piloti automobilistici(1)
- Ryan Newman, pilota automobilistico statunitense (South Bend, n. 1977)

## Pittori(2)
- Barnett Newman, pittore e scultore statunitense (New York, n. 1905 - New York, † 1970)
- Henry Roderick Newman, pittore statunitense (Easton, n. 1843 - Firenze, † 1917)

## Politiche(1)
- Marie Newman, politica statunitense (Chicago, n. 1964)

## Produttori cinematografici(1)
- Vincent Newman, produttore cinematografico statunitense (Courier, n. 1965)

## Produttori televisivi(1)
- Sydney Newman, produttore televisivo e produttore cinematografico canadese (Toronto, n. 1917 - Toronto, † 1997)

## Rapper(1)
- Brother Ali, rapper e beatmaker statunitense (Madison, n. 1977)

## Registi(2)
- Joseph M. Newman, regista statunitense (Logan, n. 1909 - Simi Valley, † 2006)
- Widgey R. Newman, regista e attore britannico (n. 1900 - † 1944)

## Sassofonisti(1)
- David "Fathead" Newman, sassofonista statunitense (Corsicana, n. 1933 - Kingston, † 2009)

## Sceneggiatori(1)
- Walter Newman, sceneggiatore statunitense (New York, n. 1916 - Sherman Oaks, † 1993)

## Soprani(1)
- Rebecca Newman, soprano e cantante britannica (Exmouth, n. 1981)